# Siarczek miedzi(I)
Siarczek miedzi(I), daw. siarczek miedziawy, Cu
2S – nieorganiczny związek chemiczny, sól siarkowodoru i miedzi na I stopniu utlenienia. Występuje w przyrodzie jako minerał chalkozyn. Jest on produktem spalania miedzi w oparach siarki. Powstaje też w wyniku ogrzewania CuS w strumieniu wodoru w temperaturze około 400 °C. Tworzy szare, błyszczące kryształy. Nierozpuszczalny w wodzie.